# Дом Жако
Не путать с домом Жако по адресу Большая Морская улица, 11
До́м Жако́, также известный как До́м Да́шкова, — жилой дом 1-й пол. XIX века, выполненный в стиле классицизм. Расположен в историческом центре Санкт-Петербурга на углу площади Искусств (как дом 5) и Итальянской улицы (как дом 4). Возведён в 1820—1830-е годы. Авторство разделили Павел Петрович Жако и Карл Иванович Росси, спроектировавший в целом ансамбль площади Искусств. Впоследствии здание неоднократно перестраивалось — особую огласку получила неоднозначная реконструкция уже в бытность его охраняемым памятником культуры (1999—2001). В разное время дом принадлежал семье архитектора Жако, букинисту и коллекционеру П. Я. Дашкову. Также известен тем, что в 1910-х годах в подвале размещалось литературно-артистическое арт-кабаре «Бродячая собака», собиравшее у себя весь цвет Серебряного века русской культуры. В настоящее время дом является жилым, кроме подвала и парадного первого этажа, в которых располагаются предприятия сферы обслуживания.

## История дома

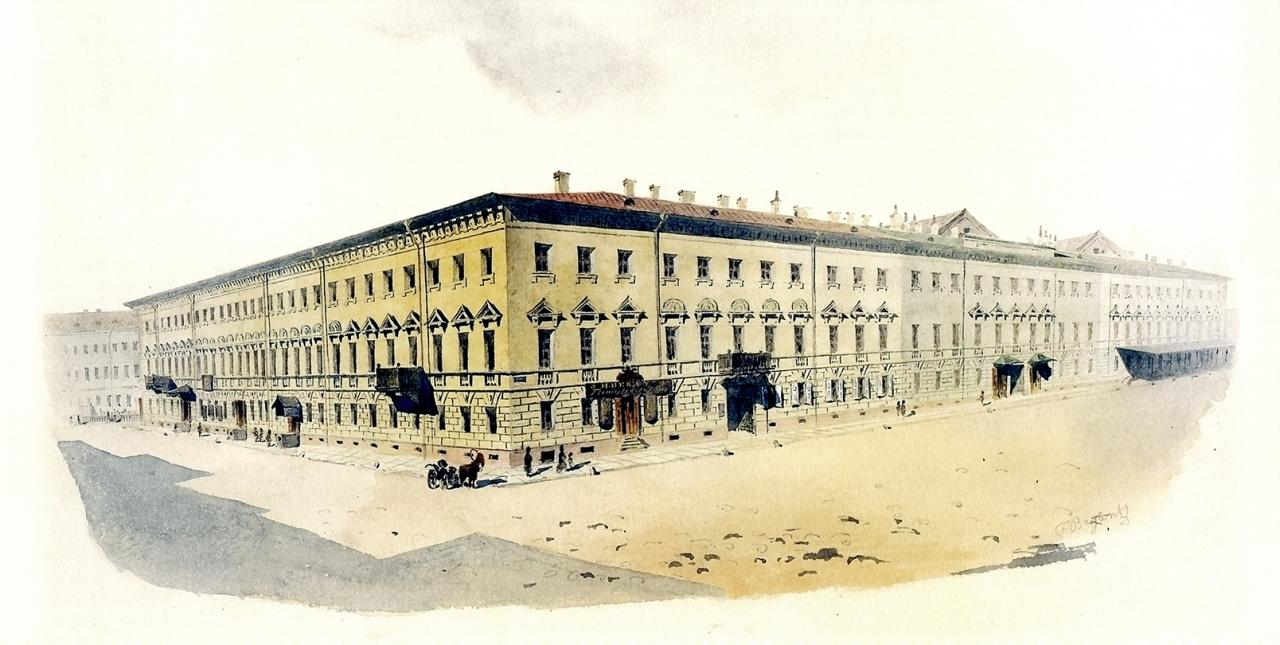
Дом Жако в начале 1860-х годов (акварель Ф. Ф. Баганца)

В 1821 году зодчий Карл Росси, спроектировавший Михайловский дворец, предложил застроить пространство тогда ещё Михайловской площади (в сущности, пустырь) домами в 3 этажа с торговыми галереями в нижнем, от которых, впрочем, впоследствии пришлось отказаться: император, курировавший проект, не хотел, чтобы великокняжеский дворец выходил на торговую площадь. На площади размежевали 11 участков, каждый примерно по 500 кв. саженей. Несмотря на то, что в 1822 году участок земли у площади Искусств подарили двум придворным ювелирам, Францу и Иоганну Сегенам, земля на углу площади и Итальянской улицы, как и соседние территории, довольно долго простояла заросшей, незастроенной.
Впоследствии участок приобрел архитектор Павел Жако. Собственно дом был построен к 1831 году самим Жако с использованием утверждённых проектов фасадов для выходящих на площадь Искусств строений, сделанных Карлом Росси исходя из доминирующей роли Михайловского дворца в пространстве площади. Здание в тот период находилось в собственности супруги П. П. Жако. Дом имел Г-образную форму. На улицу он выходил тремя этажами, тогда как во двор — четырьмя (на подвале). Во дворе находились одноэтажные служебные флигели, однако уже в 1836 году Жако надстроил северный флигель до четырёх этажей жилыми помещениями и продал дом Ивану Яковлеву — горнозаводчику и кредитору. В 1846 году зодчий И. И. Климов устроил на оставшейся малоэтажной части флигеля стеклянную галерею для цветов. В 1837—1844 года первый и второй этажи дома снимали организаторы известного музыкального салона братья Михаил и Матвей Виельгорские, которые ранее жили в соседнем доходном доме Голенищева-Кутузова (дом 3 по площади Искусств), а позже переехали в собственный особняк (дом 4 по площади). В 1850-х годах Яковлева произвели в камергеры, и он уехал в Париж, продав дом статскому советнику Палибину.

### Дом Дашкова
В 1862 году дом приобрел дипломат, посол России в Швеции, действительный тайный советник Яков Андреевич Дашков, который предпринял перестройку здания, осуществлённую в 1862—1863 годах зодчим Иеронимом Корсини. В 1862 году первый этаж надстроенного ещё Жако флигеля («сарая») был приспособлен под жилые помещения, тогда как стеклянную галерею Климова увеличили на ярус. Ненадстроенные одноэтажные флигели были полностью снесены, а на их месте возведены новые четырёхэтажные. В 1863 году парадные корпуса дома были надстроены «фотографическим павильоном», предназначавшимся для работы художественных мастерских и студий фотографии. Впоследствии и этот павильон был некоторым образом перестроен.
В конце XIX века дом перешёл сыну дипломата, известному букинисту и коллекционеру Павлу Яковлевичу Дашкову, прославившему дом своей обширной коллекцией и активной салонной деятельностью. В определённых кругах здание приобрело прозвище «Михайловская старина». В доме бывали члены исторического «кружка Дашкова», в который входили интересующиеся историей представители знати: великий князь Николай Михайлович, Е. П. Карнович, генерал-лейтенант Н. К. Шильдер, генерал-майор А. М. Зайончковский, К. А. Военский и некоторые другие. Популярностью пользовались «Дашковские завтраки», которые посещали видные деятели культуры и искусства того времени. Художник Александр Бенуа вспоминал: «Бог знает почему я ожидал, что, войдя в этот снаружи издавна знакомый мне дом на углу Михайловской площади, в двух шагах от Михайловского театра, я окажусь в подлинно барских хоромах, с массой картин на стенах и с великолепной „дворцовой“ мебелью».
Дом находился в собственности семьи Пашковых до октябрьской революции 1917 года.

### Кабаре «Бродячая собака»

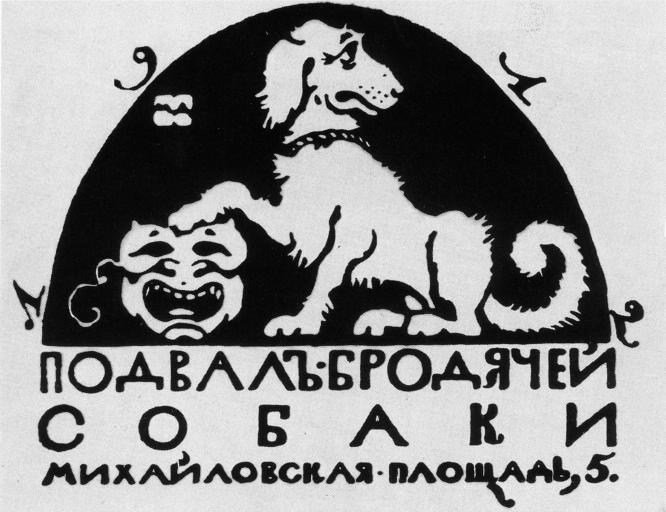
Эмблема кафе работы
М. Добужинского. 1912

С 31 декабря 1911 года по 3 марта 1915 года в подвале второго двора этого дома находилось литературно-артистическое арт-кабаре «Бродячая собака». Здесь неоднократно бывали М. Горький, А. Н. Толстой, А. А. Ахматова, В. Э. Мейерхольд, В. Хлебников, В. В. Маяковский, С. А. Есенин и многие другие. В подвале ранее располагался винный погреб П. Я. Дашкова, а идея создания кабаре принадлежала Борису Пронину, помощнику Всеволода Мейерхольда.
Помещения, принадлежавшие кафе, были оформлены сообразно духу заведения, как «таинствнное обиталище», самими посетителями-энтузиастами — по свидетельствам, художники работали над интерьером круглосуточно. Стены и потолок одной из комнат были расписаны С. Ю. Судейкиным, изобразившим разноцветных птиц, цветы, «арапчат» и девушек, Дон Кихота верхом на Росинанте, Пьеро и Арлекинов. Оформление другой комнаты было выполнено Н. И. Кульбиным в духе кубизма. Изготовитель обоев Ахун бесплатно в течение 10 дней предоставил диваны, которые расставили вдоль стен. Архитектор И. А. Фомин сделал камин, декоративный венок над которым был написан Судейкиным. Посреди основного помещения установили круглый стол, рассчитанный на 13 человек, над ним — люстра, изготовленная Н. Н. Сапуновым, представлявшая собой обод из дерева с 13 свечами, подвешенный к потолку 4 цепями. По легенде, на открытии кабаре режиссёр Н. Н. Евреинов набросил на обод полумаску из чёрного бархата, а актриса театра Мейерхольда О. Н. Высотская — белую перчатку, оставшиеся впредь висеть там как символы театра. Вход в кафе освещался красным фонарём. Традиция требовала от посетителя постучать дверным молотком, а затем расписаться в крупных размеров «Свиной собачьей книге» А. Н. Толстого, находившейся в кабаре с самых первых дней.

### Советский период. Современность
В 1928—1940 годах в доме жил советский скульптор В. В. Козлов. В 1976—1998 годах в доме жила семья художника, академика РАХ П. Т. Фомина.
В 1998—2001 годах коммунальные квартиры расселили, строение подвергли перестройке с сохранением фасада. Работы проводила Балтийская строительная компания (БСК), проект реконструкции разработали Александр Кицула, Елена Светлова. Результаты реконструкции стали причиной скандала в среде архитектурной общественности: несмотря на то, что экстерьер дома практически не поменялся, серьёзным изменениям подвергли пространство двора и дворовые фасады. Были устранены фотопавильоны на крыше здания, последним арендатором которых был Театральный журнал Марины Дмитриевской. После перестройки в доме было продано 22 квартиры из разряда элитной недвижимости. Новые корпуса на месте флигелей заняли офисные пространства Балтийской строительной компании.

Памятник Остапу Бендеру

В 2001—2009 в подвале дома работал ресторан «Золотой Остап». У входа в него была установлена бронзовая статуя Остапа Бендера (скульптор А. С. Чаркин, арх. В. Б. Бухаев). С 2001 года в историческом подвале работает арт-кафе «Бродячая собака».

## Архитектурные особенности
Здание занимает угловое положение, выходя парадным фасадом на площадь Искусств и Итальянскую улицу. Неоднократно надстраивавшиеся флигели образовывали два двора — «чистый» и «чёрный». Фасад дома повторяет классический фасад находящегося по соседству Михайловского дворца, что продиктовано сохранением стилистического и композиционного единства ансамбля площади Искусств. Фактически оформление фасада было разработано Карлом Росси, подразумевавшим строительство на площади заурядных (в сравнении с дворцом-доминантой — великокняжеской резиденции) «домов для обывателей». Современный вид и историческую планировку, которая сохранялась вплоть до 2001 года, дом приобрёл после перестройки 1862—1863 годов И. Д. Корсини, хотя надстроенный над внутренними флигелями «фотографический павильон», по всей видимости, претерпевал и более поздние реконструкции.
Среди основных выразительных пластических черт строения выделяют относительно разнообразное оформление окон и сложный лепной карниз. На фасаде — неброские пилястры ионического ордера. Использование этих архитектурных элементов вместо колонн коринфского ордера вызвано практическими соображениями — от дополнительного декора отказались с учётом снежных русских зим. Во дворе дома, выполненном самим Жако, до реконструкции была устроена трёхъярусная галерея, подчёркнутая поставленными друг на друга дорическими колоннадами модного тогда «пестумского ордера».
Дорический ордер был задействован и в оформлении лестницы. Впрочем, лишь некоторые детали интерьера сохранились до наших дней — в частности, лепка и примечательные формой модильонов карнизы в залах второго этажа.
В ходе скандальной реконструкции 1998—2001 годов полностью преобразились две стороны внутреннего двора дома. Новый внешний вид резко контрастирует не только со стилем Росси или Жако, но и с набором приёмов и решений, характерных для исторической архитектуры Санкт-Петербурга. Фасад имеет три яруса окон, однако за счёт двухъярусных квартир фактически здание имеет шесть этажей. Декор включает тёмно-коричневые пилястры на светлой штукатурке, а также обилие вычурных кованых решёток. Вход в новый корпус содержит цитату из знаменитой ограды Летнего сада с изображением Медузы Горгоны. По разным оценкам, новый внутренний фасад может являться вариацией на тему «кирпичной» эклектики 1870-х годов (например, берлинской), примером постмодернизма в архитектуре.